# Стшижевский, Пётр
Петр Стшижевский (или Стшижовский) (пол. Piotr Strzyżewski; 29 июня 1777 — 6 января 1854, Яблонь) — полковник, один из командиров Наполеоновских войн и галицийского восстания против Австрии.

## Биография
Родился 29 июня 1777 года в Сандомирском воеводстве, в семье Яцека Стшижевского — регента суда первой инстанции в юрисдикции коронного маршала, и Виктории Катерли. Он был учеником Рыцарской школы.
Он участвовал в польском восстании под руководством Тадеуша Костюшко в 1794 году в составе 16-го пехотного полка в качестве хорунжего и дослужился до чина поручика. Принимал участие в Зегже, Маримонте и Чернякове. После падения восстания он остался в варшавской роте кастеляна Ланцкоронского в Варшаве.
Когда 26 ноября 1806 года в Познань прибыл император Наполеон I Бонапарт, Петр Стшижевский, делегат поляков из Галиции, произнес речь с необычайным огнем, пленившую императора. Он признался, что был приятно удивлен пламенным патриотизмом поляков, сумевших вернуть себе независимость в этой великой и священной войне. Он присоединился к кавалерийскому полку Менчинского в качестве начальника эскадрона. Он организовал полк в Жарках. 1 апреля 1807 года эскадрон Стшижевского был включен в состав 3-го полка, который 13 апреля 1807 года участвовал в боях при Валами, Едвабне и Пасыме.
После начала войны в 1809 году вместе с другими кавалерийскими полками, сосредоточенными южнее Варшавы, 19 апреля принял участие в Рашинском сражении, во время которого получил ранение в голову. В наступлении на Галицию вместе со своим эскадроном в группе генерала Пеллетье участвовал в блокаде, а затем во взятии Замостья. В рамках польско-австрийской войны и похода от Замостья (21 мая 1809 г.) и вступления в Галицию 27 мая 1809 года. Петр Стшижевский со своим отрядом двинулся на юг, в сторону Сокаля, на Львов. Стшижевский и его отряд 28-29 мая находились во Львове, где он получил инструкции от Александра Рожнецкого, затем направился в Буск, Броды и Золочев. Он назначил Томаша Домбского председателем польского правительства Злочева, а Ковнацкого — вице-президентом.
Вместе с президентом Михалом Конопкой и вице-президентом Забильским и хорунжим Кшеменецким Габриэлем Ржищевским с 300 всадниками, а также с кавалерийскими отрядами графа Марцина Амора Тарновского (60 человек), Юзефа Дверницкого, приведшего 100 добровольцев, Адама Потоцкого с 200 всадниками, графа Дульского и Августина Тржетиского, по 100 человек в каждом. Петр Стшижевский поспешил на призыв горожан в Тарнополь. Юзеф Мархоцкий должен был заниматься организацией пехоты в Тарнополе. Должен был быть сформирован стрелковый батальон. Всего отряд Стшижевского насчитывал около 1200 человек, не считая формируемой пехоты. К восставшему городу успели прибыть пешие и конные отряды из Стрыйского и Самборского районов, организованные капитаном Петром Терлецким из Бобровников.
Петр Стшижевский участвовал в военной кампании 1809 года против Австрии в Тарнополе, Венявке, Хоросткове, Бережанах, Адамовке и Залещиках, где 18 июня 1809 года произошло сражение против генерала Бикинга. После капитуляции Бикинга Петр Стшижевский объявил ежедневный приказ, в котором благодарил армию за мужество. Он назвал Командиром артиллерии сержанта Jaszczułta. Затем Стшижевский с польским корпусом двинулся в сторону Мариамполя на Днестре, где он хотел переправиться и двинуться в сторону Станиславова. Пока не был заключен мир, Пётр Стшижевский разместил свою штаб-квартиру в Монастыриске. П. Стшижевский командовал в битвах при Озерной (во Львовской области, 1 июля 1809 года) и при Загробле (во Львовской области, 3 июля 1809 года).
П. Стшижевский должен был передать тарнопольские земли русскому генералу Петру Каховскому по мирному договору от 14 октября 1809 года в Шёнбрунне, по которому Наполеон передал ей в управление Тарнопольский край вместе с Тарновском, Залещицким и Бжежанским округами за участие в войне с Россией. Русский генерал немедленно потребовал убрать французских орлов, чему долго сопротивлялся Стшижевский. В конце концов русский генерал выставил охрану, и Стшижевский отправился в Броды. После окончания войны Пётр Стшижевский отправился в Варшавское герцогство.
Всего силы полковника Петра Стшижевского оцениваются в 250 линейных кавалеристов, 400 конных добровольцев, 300 пеших стрелков и 4000 ополченцев. Во время похода из Замостья 21 мая 1809 года у Стшижевского был только один кавалерийский эскадрон. На момент окончания операций ее корпус насчитывал около 4000 пехотинцев и кавалеристов. У него четыре орудия. Солдаты были должным образом одеты, экипированы и вооружены с учетом воздействия противника. Сформированные войска составили ядро в общей сложности трех кавалерийских полков, которые впоследствии вошли в состав армии Варшавского герцогства. За заслуги в освобождении Галиции 9 октября 1809 года ему было присвоено звание подполковника с назначением в 14-й кирасирский полк — в армию Великого герцогства Варшавского.
20 апреля 1810 года Пётр Стшижевский переведен в 16-й полк.
В 1811 году во Влостовице Пётр Стшижевский женился на Эмме Терезе Северине Потоцкой (ок. 1786—1858), дочери Северина Потоцкого (1762—1829) и Анны Теофилы Сапеги (1785—1813), дочери Александра Михала Сапеги.
Он умер 6 января 1854 года, оставив свои дневники.
9 октября 1809 года Пётр Стшижевский был награжден польским крестом Virtuti Militari, а 5 октября 1812 года — французским рыцарским крестом ордена Почетного легиона.